# Козлиный (остров)
Козлиный (фин. Pukkio или Pukkionsaari) — российский остров в северо-восточной части Финского залива, административно подчинённый Выборгскому району Ленинградской области. Расположен в 1,5 км от российско-финляндской границы и в 8 км от материка. К северу от Козлиного, за Диким Камнем, находится остров Малый Пограничный, к северо-востоку — Большой Пограничный, к западу лежит Хеммингинлетто со своим маяком. Вблизи острова, к юго-западу от него, лежат острова меньшего размера: Большой Козлёнок и Малый Козлёнок. Ещё дальше к юго-западу находятся острова Смолистые и острова Копытин и Малый Копытин.
На поросшем лесом острове есть два маяка: один на юго-восточном берегу, другой — на южном. Расстояние между ними около километра. Юго-восточный маяк представляет собою небольшую решётчатую башню. Его фокальная плоскость находится на высоте 8 м. Даёт вспышку каждые 5 с: белую, красную или зелёную — в зависимости от курса приближения к маяку. Южный маяк устроен так же, но светит короткими красными вспышками.

## История
Пуккио перешёл от Швеции к России в 1721 году по Ништадтскому миру. В 1920 году остался за Финляндией и был укреплён: в 1921—1924 годах на нём была выстроена крепость, которую в 1924 году вооружили двумя 203-мм пушками Канэ русского производства. Затем батарею дополнили ещё двумя 203-мм орудиями: Канэ и Виккерса, — а в 1933 году эти последние заменили более современными 152-мм пушками. С началом советско-финляндской войны на Пуккио обосновался батальон прикрытия. 15 декабря 1939 года расположение батареи разведал лидер эсминцев «Минск», после чего 4 марта 1940 года началось наступление советской морской пехоты силами двух батальонов в районе Пуккио. Островная артиллерия вела обстрел наступающих, а 10 марта финский островной батальон безрезультатно пытался отбить Киускери. По Московскому договору 1940 г. Пуккио отошёл к Советскому Союзу.
Остров стал частью выборгского укреплённого района, и на нём сохранилась артиллерийская батарея, вошедшая в состав 32-го отдельного артиллерийского дивизиона. Кроме того на Пуккио начал базироваться дивизион торпедных катеров. С началом Великой Отечественной войны финны периодически предпринимали попытки занять различные шхерные острова возле Ханко, но всякий раз их силы рассеивали, применяя в том числе и береговую артиллерию Пуккио. Из стрелковых подразделений остров оборонял отдельный пулемётный батальон до тех пор, пока 20 августа 1941 года не началась эвакуация артиллерии. При эвакуации 22—23 августа погибли две баржи с боеприпасами, которые лежат на дне рядом с островом по сей день. Ранее, 5 июля, финская авиация потопила баржи с продовольствием и снаряжением прямо у островного причала.
С июля 1941 года воды возле Пуккио минировались. На одной из этих мин в августе 1944 года, когда остров был в финских руках, подорвался германский тральщик R—70. В июле того же года советская авиация уничтожила стоявшую на рейде Пуккио финскую канонерскую лодку. После войны Парижский договор 1947 года подтвердил принадлежность острова Советскому Союзу.